# الکساندر بوندار
الکساندر بوندار (روسی: Александр Игоревич Бондарь؛ زادهٔ ۲۵ اکتبر ۱۹۹۳) شیرجه‌رو اهل روسیه است.
وی در مسابقات کشوری و بین‌المللی در مجموع برندهٔ ۲ مدال برنز شده‌است.